# باشگاه فوتبال نورث فریبی یونایتد
باشگاه فوتبال نورث فریبی یونایتد (به انگلیسی: North Ferriby United A.F.C) یک باشگاه فوتبال در شهر نورث فریبی،یورک‌شر و هامبر کشور انگلستان است که در سال ۱۹۳۴ میلادی تأسیس و در سال ۲۰۱۹ منحل شد. در سال ۲۰۱۹ با حذف پسوند «یونایتد»، باشگاه دیگری تحت عنوان باشگاه فوتبال نورث فریبی تأسیس شد.